# Leandro Díaz
Leandro José Duarte Díaz (Barrancas, La Guajira, 20 de febrero de 1928 - Valledupar, Cesar, 22 de junio de 2013) fue un cantautor, compositor y músico ,  considerado uno de los símbolos del vallenato. Fue conocido por su composición descriptiva y por ser compositor ciego.
En la 38.ª versión del Festival de la Leyenda Vallenata, proclamaron a Leandro como "Rey a Vida del Festival de la Leyenda Vallenata" acompañado de Rafael Escalona, Emiliano Zuleta Baquero, Calixto Ochoa, Adolfo Pacheco y Tobías Enrique Pumarejo.

## Biografía
Leandro José Duarte Díaz nació en Barrancas, La Guajira, Colombia, fue hijo de María Ignacia Díaz y de Abel Rafael Duarte. Su nacimiento se da en la finca de Alto Pino, Lagunita de la Sierra, zona veredal ubicada dentro de los límites del municipio de Barrancas. En su adolescencia fue llevado a Hatonuevo, Guajira, que en ese entonces era corregimiento de Barrancas. Al cumplir la mayoría de edad fue llevado de los cafetales y cañedos que tenía su padre en La Guajira, posteriormente a Tocaimo, corregimiento del municipio de San Diego, departamento del Cesar,donde vivió un periodo de su vida, residiendo por etapas entre Barrancas, San Diego y Valledupar. 
La vida de Leandro transcurrió en el municipio de San Diego, norte del Departamento del Cesar, y el centro y sur de la Guajira, donde tuvo la oportunidad de compartir la juglaría con otros compositores como Emiliano Zuleta, Lorenzo Morales, Carlos Huertas, Rafael Escalona y acordeoneros como Chico Bolaños, Antonio Salas, entre otros. Referente a sus vivencias hizo sus composiciones poéticas y melancólicas, además de una descripción precisa de los ambientes y paisajes de la región.
Entre sus principales composiciones están "Matilde Lina", "La Diosa Coronada", "Dios no me deja", "El verano", "Dónde", "El hatonuevero", "El parrandero", "Los Tocaimeros", "La gordita", "El gallo de cuerda", "Tres guitarras", "Soy", "Bajo el palo 'e mango", "El mal herido", entre otras. 
En su juventud se enamoró de Matilde Lina, mujer morena a quien compuso la canción de igual nombre. Sin embargo, el amor no le fue correspondido y Díaz terminó casándose con Helena Clementina Ramos Ustáriz, quien fue la madre de sus cinco hijos, entre ellos el cantante Ivo Díaz. En 1993 Ivo compuso la canción "Dame tu alma" en tributo a su padre; la canción ganó el concurso de canción inédita en el Festival de la Leyenda Vallenata.

## Trayectoria artística
La obra artística de Leandro Díaz está compuesta de más de 350 canciones  entre las que se destaca La Diosa Coronada, canción que fue retomada parcialmente en el epígrafe de la novela El amor en los tiempos del cólera del premio nobel de literatura Gabriel García Márquez:

"En adelanto van estos lugares: ya tienen su diosa coronada". - Leandro Díaz

Compuso su primera canción a la edad de 17 años y la llamó "La Loba Ceniza". El 4 de octubre de 1948 decidió trasladarse a Hatonuevo, donde participó en numerosas fiestas de amigos y donde siempre se le pidió que cantara. Se reunió con el músico local "Chico Bolaño" y estableció una amistad. Bolaño falleció poco después; la muerte de Bolaño inspiró a Díaz para componer la canción "Mañana".

### Estadía en Tocaimo
A la edad de 20 años, Leandro se estableció en el corregimiento de Tocaimo, departamento del Cesar, entre los municipios de Codazzi y  San Diego. Allí compuso varias canciones como Matilde Lina, La Diosa Coronada, La Primavera, La Trampa, A mí no me consuela nadie. 
Posteriormente, Leandro Díaz se radicó en el municipio de San Diego, Cesar donde formó su familia y vivió el resto de su vida.

### Composiciones
La siguiente son algunas de las canciones que Leandro Díaz compuso y los artistas que las grabaron.
| Canción                   | Notas |
| ------------------------- | --- |
| Dios no me deja           | - Grabada por Poncho Zuleta. - Grabada por Peter Manjarrés & Sergio Luis Rodríguez en el álbum Sólo clásicos (2008). |
| A Mi No Me Consuela Nadie | - Grabada por Jorge Oñate. - Grabada por Alejandro Durán en el álbum Nuevamente (1970). - Grabada por Ivo Díaz & Colacho Mendoza en el álbum 100 años de Vallenato Disco 1 (1997). - Grabada por Alberto Fernández en el álbum 50 Años de Vida Artistica (2006). - Grabada por Alberto Pacheco en el álbum Ganador del primer lugar (1971). |
| La diosa coronada         | - Grabada por Silvio Brito y Colacho Mendoza. - Grabada por Carlos Vives. - Grabada por Ivan Villazon y Saul Lallemand. - Grabada por Alfredo Gutiérrez en su álbum homónimo (1972). |
| El verano                 | - Grabada por Alejandro Durán. - Grabada por Ivan Villazon |
| La parrandita             | - Grabada por Jorge Oñate junto al acordeonero Chiche Martinez. - Grabada por Carlos Vives. |
| Cardón guajiro            | - Grabada por Diomedes Díaz |
| La gordita                | - Grabada por Jorge Oñate junto al acordeonero Juancho Rois. |
| Matilde Lina              | Grupo Renacimiento 74 Grupo Pegasso - Grabada por Alfredo Gutiérrez en su álbum homónimo (1970) - Grabada por Los Graduados con Gustavo Quintero "El Loko" álbum Que pareja más pareja (1970) - Grabada por Carlos Vives álbum Clásicos de la provincia Sonolux (Colombia) (1993). - Grabada por Diomedes Díaz álbum Estrellas de Oro: Diomedes Díaz - CD 2 (2016). - Grabada por El Gran Combo de Puerto Rico álbum 7: EGC R e Joselito]] - Grabada por Silvestre Dangond (2021) |
| Bajo el palo e' mango     | - Grabada por Diomedes Díaz & Iván Zuleta. |
| Cocoliche                 | - Grabada por Iván Villazón & Franco Argüelles. |
| Los tocaimeros            | - Grabada por Jorge Oñate y el acordeón de Colacho Mendoza. |
| Olvidame                  | - Grabada por Los Hermanos Zuleta (Poncho & Emilianito) |
| La contra                 | - Grabada por Jorge Oñate y el acordeón de Juancho Rois. |
| El bozal                  | - Grabada por Diomedes Díaz. - Grabada por Peter Manjarrés & Sergio Luis Rodríguez en el álbum Sólo clásicos Vol. II "Cuatro Décadas" (2008). |
| Mi memoria                | - Grabada por Diomedes Díaz. |
| Seguiré penando           | - Grabada por el Binomio de Oro (Rafael Orozco Maestre & Israel Romero en el álbum El Binomio de Oro en 1976. |
| El mal herido             | - Grabada por Peter Manjarrés. |
| Mi pueblo                 | - Grabada por Jorge Oñate con Los Hermanos López en Fiesta Vallenata vol 1. en 1975. - Grabada por Alfredo Gutiérrez |
| Soy                       | - Grabada en el álbum Tesoro musical en 1982 por el cantante Daniel Celedón e Ismael Rudas en el acordeón, en la agrupación "El Doble Poder". |
| Olvídame                  | - Grabada por Los Hermanos Zuleta |
| La Lomita                 | - Grabada en conjunto por Alfredo Gutiérrez y Calixto Ochoa en el álbum Los Dos Inseparables. |

## Citas
Entre las citas de Díaz destaca una que le hicieran en una entrevista con respecto a su ceguera.

Yo no le puedo negar que he sufrido de tristeza. Hace muchos años me pregunté ¿para qué me tiene Dios aquí en la tierra si no puedo ver? Pues para componer. Y si Dios no me puso ojos en la cara, fue porque se demoró lo suficiente colocándolos dentro de mí. Desde entonces, todo lo que describo en mis canciones lo veo así: con los ojos del alma.

## Fallecimiento
Leandro Díaz falleció en Valledupar la madrugada del 22 de junio de 2013 a los 85 años, tras ser hospitalizado por dolor muscular e infección pulmonar.

## Filmografía
En 2022, el Canal RCN produjo la bioserie Leandro Díaz. La serie está inspirada en la novela Leandro escrita por Alonso Sánchez Baute que narra la vida de Leandro Díaz. Fue protagonizada por el cantante Silvestre Dangond. Se estrenó el 19 de septiembre de 2022 por el Canal RCN. Está disponible en video bajo demanda bajo la modalidad de day and date en Prime Video. Finalizó el 28 de febrero de 2023.